# Juan Dobboletta
Juan Ignacio Dobboletta (Carcarañá, Provincia de Santa Fe, Argentina, 6 de enero de 1993) es un futbolista argentino. Juega como arquero en Deportes Santa Cruz de la Primera B de Chile.

## Trayectoria
Surgió de Racing Club, donde llegó a integrar el plantel de Reserva. Luego tuvo pasos por Defensa y Justicia, Juventud Unida de San Luis y Defensores de Belgrano de Villa Ramallo.

## Clubes
| Club                        | País      | Año       | PJ | G |
| --------------------------- | --------- | --------- | -- | - |
| Racing Club                 | Argentina | 2014      | 0  | 0 |
| Defensa y Justicia          | Argentina | 2014-2015 | 0  | 0 |
| Juventud Unida (SL)         | Argentina | 2016      | 0  | 0 |
| Defensores de Belgrano (VR) | Argentina | 2016-2017 | 37 | 0 |
| Acassuso                    | Argentina | 2017-2018 | 34 | 0 |
| Villa Dalmine               | Argentina | 2018-2019 | 18 | 0 |
| Acassuso                    | Argentina | 2019-2021 | 25 | 0 |
| San Marcos de Arica         | Chile     | 2022-2023 | 44 | 0 |
| Deportivo Riestra           | Argentina | 2024      | 2  | 1 |
| Gimnasia y Esgrima (Jujuy)  | Argentina | 2024      |    |   |
| Deportes Santa Cruz         | Chile     | 2025-Act. |    |   |

## Palmarés

### Campeonatos nacionales
| Título           | Club                | País  | Año  |
| ---------------- | ------------------- | ----- | ---- |
| Segunda División | San Marcos de Arica | Chile | 2022 |